# 卡寧半島

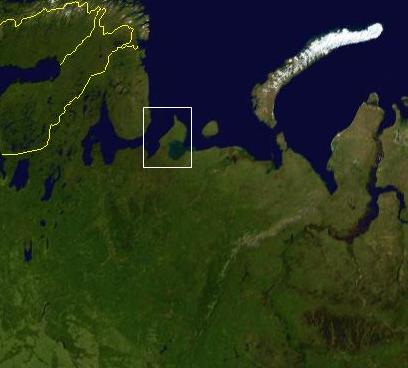
卡寧半島位置

卡寧半島是俄羅斯西北部涅涅茨自治區的大型半島，面積約10,500平方公里（4,000平方英哩），位於北緯68度、東經45度，冰磧高度約70至80米。卡寧半島西部被白海包圍，而東部和北部則是巴倫支海。
68°N 45°E / 68°N 45°E